# Dulce Maria Cardoso

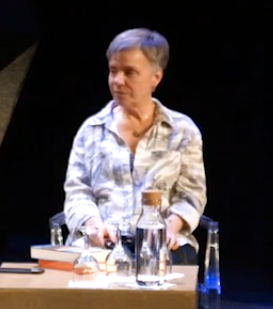
Dulce Maria Cardoso

Dulce Maria Cardoso (* 1964 in Trás-os-Montes, Portugal) ist eine portugiesische Schriftstellerin.

## Leben
Dulce Maria Cardoso wurde 1964 im Nordosten Portugals geboren. Sie wuchs in Angola auf, von wo aus die Familie 1975 nach der Unabhängigkeit Angolas und dem Ausbruch des Bürgerkrieges nach Portugal evakuiert wurde. Sie studierte Jura an der Rechtswissenschaftlichen Fakultät der Universität Lissabon, schrieb Kurzprosa und Drehbücher, bis sie 2002 ihren ersten Roman Campo de Sangue veröffentlichte. Einem größeren Publikum wurde sie 2005 mit ihrem zweiten Roman Os meus Sentimentos bekannt, für den sie 2009 den Literaturpreis der Europäischen Union erhielt. Im Oktober 2009 erschien O Chão dos Pardais. Von Mai 2010 bis März 2011 war sie Stipendiatin des Künstlerhauses Villa Concordia in Bamberg. 2011 veröffentlichte sie den Roman O Retorno, der 2012 auch in Brasilien veröffentlicht wurde. 2022 ist Cardoso Teil der portugiesischen Schriftstellerdelegation und zu Gast auf der Leipziger Buchmesse.

## Auszeichnungen
- Ihr erstes Werk Campo de Sangue wurde 2002 mit dem Grande Prémio Acontece de Romance ausgezeichnet.
- Für ihren 2005 erschienenen Roman Os meus Sentimentos erhielt sie 2009 den Literaturpreis der Europäischen Union.[4]
- Der 2009 erschienene Roman Chão dos Pardais wurde 2010 mit dem portugiesischen Prémio PEN ausgezeichnet und erhielt im gleichen Jahr den Prémio Ciranda.

## Werke
- Campo de Sangue; Roman; Ed. Asa 2002
- Os meus Sentimentos; Roman; Ed. Asa 2005[5]
- Até Nós; Kurzgeschichten; Ed. Asa 2008
- O Chão dos Pardais; Roman; Ed. Asa 2009[6]
- O Retorno; Roman; Ed. Tinta da China 2011; Die Rückkehr, deutsch von Steven Uhly; Secession Verlag 2020
- A Bíblia de Lôá (infanto-juvenil),  Ed. Tinta da China, 2014 - Divide-se em 2 volumes: Lôá e a véspera do primeiro dia e Lôá perdida no paraíso
- Tudo são histórias de amor (contos), Ed. Tinta da China, 2014
- Eliete - A Vida Normal, Ed. Tinta da China, 2018

## Dokumentation
- Portugal lesen!, ZDF, 2021[7]